# Alcmaeon (mythologie)
Alcmaeon (of Alkmáion) was in de Griekse mythologie de zoon van Amphiaraus en Eriphyle.
Als een van de Epigonen was hij een leider van de Achaeërs die Thebe aanvielen. Zij namen de stad in als wraak voor de dood van hun vaders, de Zeven tegen Thebe, die de dood vonden toen zij ook de stad in wilden nemen.